# Adéla Míšeňská
Adéla Míšeňská († 23. říjen 1181) byla dánská královna, manželka Svena III. Byla dcerou markraběte Konráda Míšeňského a Luitgardy z Ravensteinu.
Za Svena se provdala v roce 1152. Jako královna nebyla v Dánsku oblíbená, byla kritizována za to, že navádí manžela, aby opustil dánské obyčeje ve prospěch zvyků německých. Její manžel v roce 1157 prohrál bitvu proti Valdemarovi I. a na útěku byl zřejmě rolníky zabit.
Jejím druhým manželem se stal Adalbert III. z Ballenstedtu.

## Manželství a potomci
S prvním manželem měla Adéla dvě děti:
1. syn, možná pojmenovaný Erik; zemřel mladý
2. Luitgarda; istrijská markraběnka

S druhým manželem měla dceru Gertrudu.